# Климово (Чихачёвское)
Климово — деревня в Бежаницком районе Псковской области России. Входит в состав сельского поселения Чихачёвское.

## География
Деревня находится на востоке центральной части Псковской области, в пределах Бежаницкой возвышенности, к западу от железнодорожной линии Дно-1 — Новосокольники, на расстоянии примерно 40 километров (по прямой) к северу от посёлка городского типа Бежаницы, административного центра района.

### Климат
Климат характеризуется как переходный между типично морским и континентальным с повышенной влажностью.

### Часовой пояс
Деревня Климово, как и вся Псковская область, находится в часовой зоне МСК (московское время). Смещение применяемого времени относительно UTC составляет +3:00.

## История
До 2015 года населённый пункт входил в состав ныне упразднённой Чихачёвской волости.

## Население
| 2001 | 2002 | 2010 |
| ---- | ---- | ---- |
| 5    | ↗10  | ↘1   |

Согласно результатам переписи 2002 года, в национальной структуре населения русские составляли 100 %.